# Antrifttal
Antrifttal är en kommun i Vogelsbergkreis i Regierungsbezirk Gießen i förbundslandet Hessen i Tyskland. 
Kommunen bildades 31 december 1971 genom en sammanslagning av de tidigare kommunerna Bernsburg, Ohmes, Ruhlkirchen, Seibelsdorf und Vockenrod.